# Huawei P8 max
Huawei P8 max — фаблет, який розробила компанія Huawei; входить у флагманську серію P. Його особливістю став екран діагоналлю 6.8". Був представлений 15 квітня 2015 року разом з Huawei P8 та P8 lite.

## Дизайн
Екран виконаний зі скла Corning Gorilla Glass 3. Корпус виконаний з алюмінію зі скляною вставкою знизу.
Знизу розташовані динамік та мікрофон. Зверху розміщені роз'єми microUSB та 3.5 мм аудіо. З лівого боку розташований другий мікрофон. З правого боку розміщені кнопки регулювання гучності, кнопка блокування смартфону, слот під 1 SIM-картку та гібридний слот під 1 SIM-картку або карту пам'яті формату microSD до 128 ГБ.
Huawei P8 max продавався в 3 кольорах: Titanium Grey (сірий), Mystic Champagne (блідо-золотий) та Luxurious Gold (золотий).

## Технічні характеристики

### Платформа
Смартфон отримав процесор Kirin 935 та графічний процесор Mali-T628 MP4.

### Батарея
Батарея отримала об'єм 4360 мА·год.

### Камера
Смартфон отримав основну камеру 13 Мп, f/2.0 (ширококутний) з автофокусом, оптичною стабілізацією та здатністю запису відео в роздільній здатності 1080p@30fps. Фронтальна камера отримала роздільність 5 Мп (ширококутний) та здатність запису відео в роздільній здатності 720p@30fps.

### Екран
Екран LTPS IPS LCD, 6.8", FullHD (1920 x 1080) зі щільністю пікселів 326 ppi та співвідношенням сторін 16:9.

### Пам'ять
Смартфон продавався в комплектації 3/64 ГБ.

### Програмне забезпечення
Смартфон був випущений на EMUI 3.1 на базі Android 5.0.2 або 5.1.1 Lollipop. Був оновлений до EMUI 4 на базі Android 6.0 Marshmallow.